# Даллас (округ, Миссури)
Округ Даллас (англ. Dallas County) — округ штата Миссури, США. Население округа на 2009 год составляло 16 637 человек. Административный центр округа — город Баффало.

## История
Округ Даллас основан в 1841 году.

## География
Округ занимает площадь 1403.8 км2.

## Демография
Согласно оценке Бюро переписи населения США, в округе Даллас в 2009 году проживало 16 637 человек. Плотность населения составляла 11.9 человек на квадратный километр.